# Granate (color)
Granate es la denominación común de los colores que se asemejan a los de las variedades rojas oscuras que pueden ser algo purpúreas y que se basan en la coloración las piedras preciosas del mismo nombre, como el granate común, el granate almandino, el granate de Bohemia y el piropo. No corresponde a un color específico. La muestra que se ve sobre la foto de la derecha es inespecífica y ha sido seleccionada de acuerdo con el criterio de la Real Academia Española; sus valores son los que aparecen debajo de la foto.
El término «granate» proviene del provenzal antiguo granat, del latín medieval granatum, ‘rojo oscuro’; este adjetivo pudo haberse acuñado en alusión a las semillas de la granada, que son de ese color, o tal vez provenga del latín medieval granum, ‘grana’, en referencia al tinte rojo extraído de la cochinilla europea Kermes vermilio. Véanse carmín (color) y kermes (pigmento).
Debido a gama de coloraciones que representa, se le considera similar o a veces sinónimo de los colores guinda, vino, borgoña y del burdeos.

## Ejemplos
Algunas muestras de esta coloración:
| Nombre                     | Muestra | Cod. Hex. | RGB | RGB | RGB | HSV  | HSV  | HSV |
| -------------------------- | ------- | --------- | --- | --- | --- | ---- | ---- | --- |
| Granate (Crayola)          |         | #C32148   | 195 | 33  | 72  | 346° | 83%  | 76% |
| Granate (español)          |         | #AB2A3E   | 171 | 42  | 62  | 351° | 75%  | 67% |
| Carmín o carmesí (francés) |         | #960018   | 150 | 0   | 24  | 35o° | 100% | 59% |
| Granate o vino             |         | #722F37   | 114 | 47  | 55  | 353° | 59%  | 45% |
| Granate (francés)          |         | #6E0B14   | 110 | 11  | 20  | 355° | 90%  | 43% |

### Colores web
La siguiente es una muestra de colores web. En primer término el granate específico:
|           | Granate (Maroon HTML)  |
| HTML      | #800000                |
| RGB       | (128, 0, 0)            |
| HSV       | (0°, 100 %, 50 %)      |
| Protocolo | W3C / CSS / HTML / VGA |

Muestras X11 correspondientes al granate y a otros rojos oscuros:
| Nombre     | Muestra | Cod. Hex. | RGB | RGB | RGB | HSV  | HSV  | HSV |
| ---------- | ------- | --------- | --- | --- | --- | ---- | ---- | --- |
| Maroon X11 |         | #B03060   | 176 | 48  | 76  | 338° | 73%  | 69% |
| FireBrick  |         | #B22222   | 178 | 34  | 34  | 0°   | 68%  | 42% |
| Brown      |         | #A52A2A   | 165 | 42  | 42  | 0°   | 75%  | 65% |
| DarkRed    |         | #8B0000   | 139 | 0   | 0   | 0°   | 100% | 55% |

## Usos

### En astronomía
La estrella gigante roja Mu Cephei, en la constelación de Cefeo, fue descrita por el astrónomo y músico William Herschel (1738–1822) como de «un muy hermoso color granate profundo», por lo que se le suele llamar «la estrella granate de Herschel». Giuseppe Piazzi la incorporó a su catálogo estelar de 1814 con el nombre de garnet sidus, «estrella granate» en latín.

Bandera de Letonia

### Como color nacional
En Letonia, el «rojo letón», muy similar al granate, es considerado un color nacional y aparece en la bandera de esa nación.

Bandera de Catar

La bandera de Catar emplea, además del blanco, un color granate.

### Como color institucional
- Es el color que se utiliza en la fachada de la Basílica y Convento de San Francisco de Salta, Argentina.
- Es el color que utiliza la Universidad Nacional de Ingeniería de Perú.
- Es junto con el blanco el color institucional del Instituto Politécnico Nacional de México
- Es el color utilizado en la Comunidad San Alfonso de Barrio Obrero, Asunción - Paraguay

### En indumentaria de equipos deportivos
- Es el color representativo y que utiliza la Associazione Sportiva Roma, equipo de la ciudad de Roma, Italia.
- Es el color que utiliza el AE Larisa, equipo de Grecia.
- Es el color que utiliza el Torino Football Club, equipo de Italia.
- Es el color del emblemático Servette Football Club de la ciudad suiza de Ginebra.
- Es el color que utiliza Deportes La Serena, de Chile, así como el sobrenombre con que se conoce a este club.
- Es el color que utiliza el Club Atlético Lanús, de Argentina, así como el sobrenombre con que se le conoce.
- Es el color que utiliza el Carabobo Fútbol Club, de Venezuela, así como el sobrenombre con que se le conoce.
- Es el color que utiliza el Pontevedra Club de Fútbol, de España.
- Es el color que utiliza el F. C. Metz, de Francia, así como el sobrenombre con que se conoce a este club
- Es uno de los colores del Fluminense Football Club, de Brasil.
- Es el color del equipo Defensor Lima, de Perú.
- Es el color del equipo de béisbol Tomateros de Culiacán de la Liga Mexicana del Pacífico.
- Es el color del uniforme alterno del Club Universitario de Deportes de Lima, Perú.
- Es uno de los dos colores que utiliza el Fútbol Club Barcelona, de España.

## Galería
- El color granate se basa en la gema del mismo nombre, muy variada, en donde la coloración más conocida es el rojo oscuro; aunque puede haber granates que van del rojo anaranjado al rojo púrpura. Aquí algunos ejemplares:

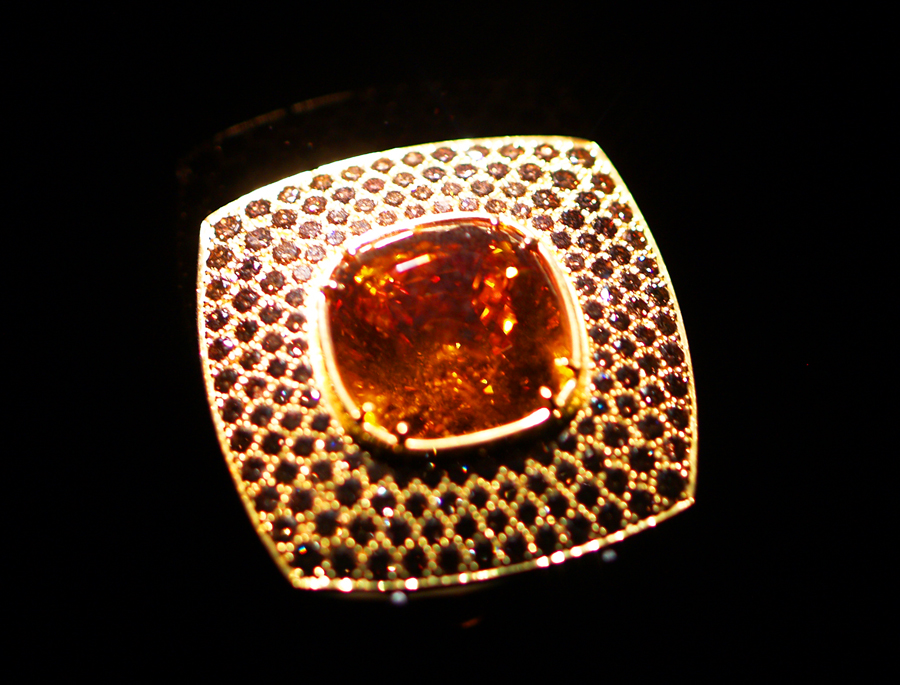
granate rojo naranja
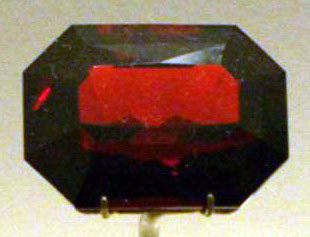
granate africano rojo tipo piropo
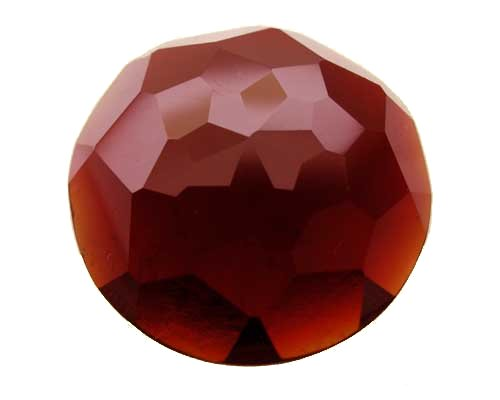
granate rojo ocuro
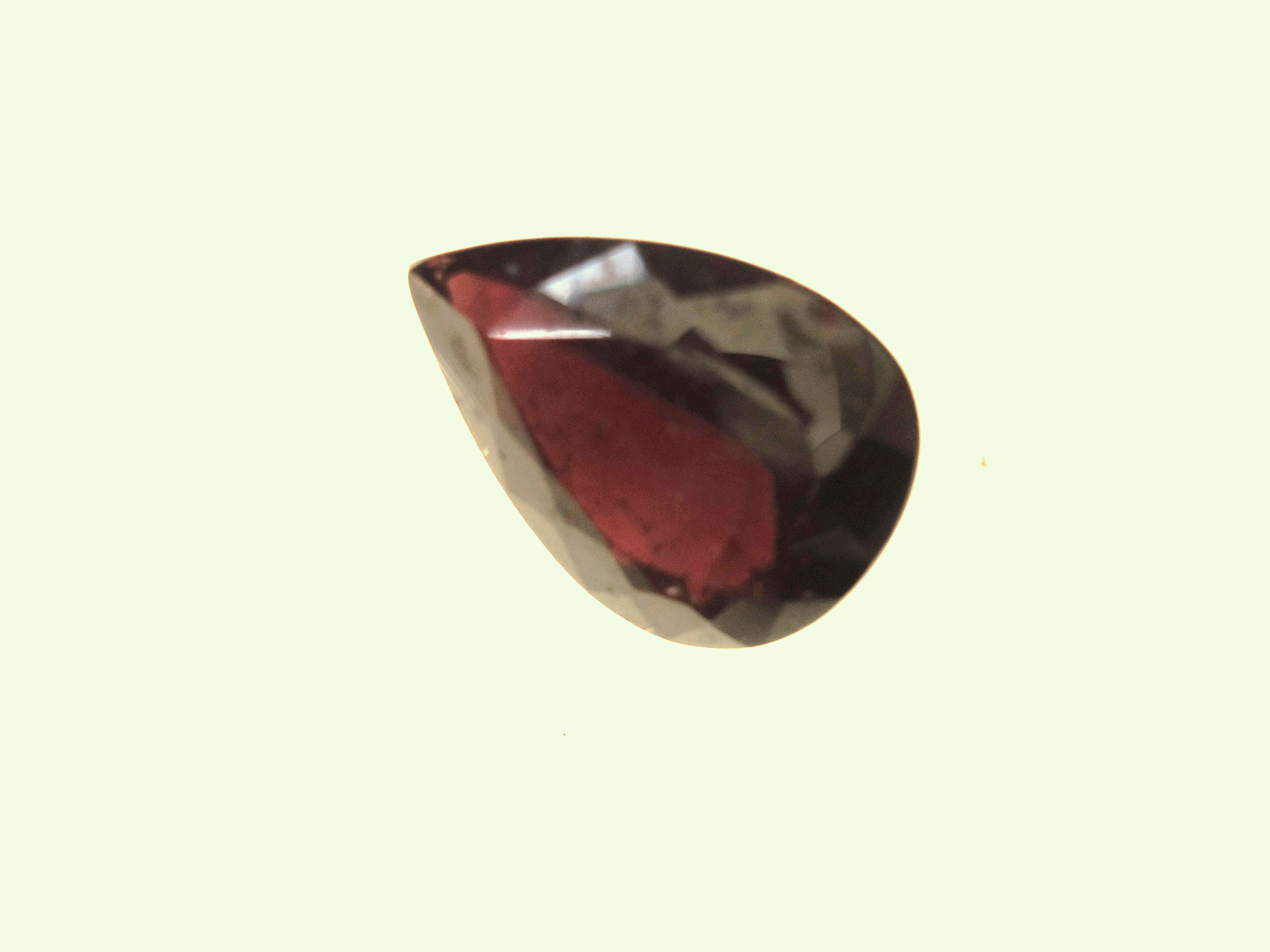
granate brasileño rojo purpúreo

- Otros ejemplos:

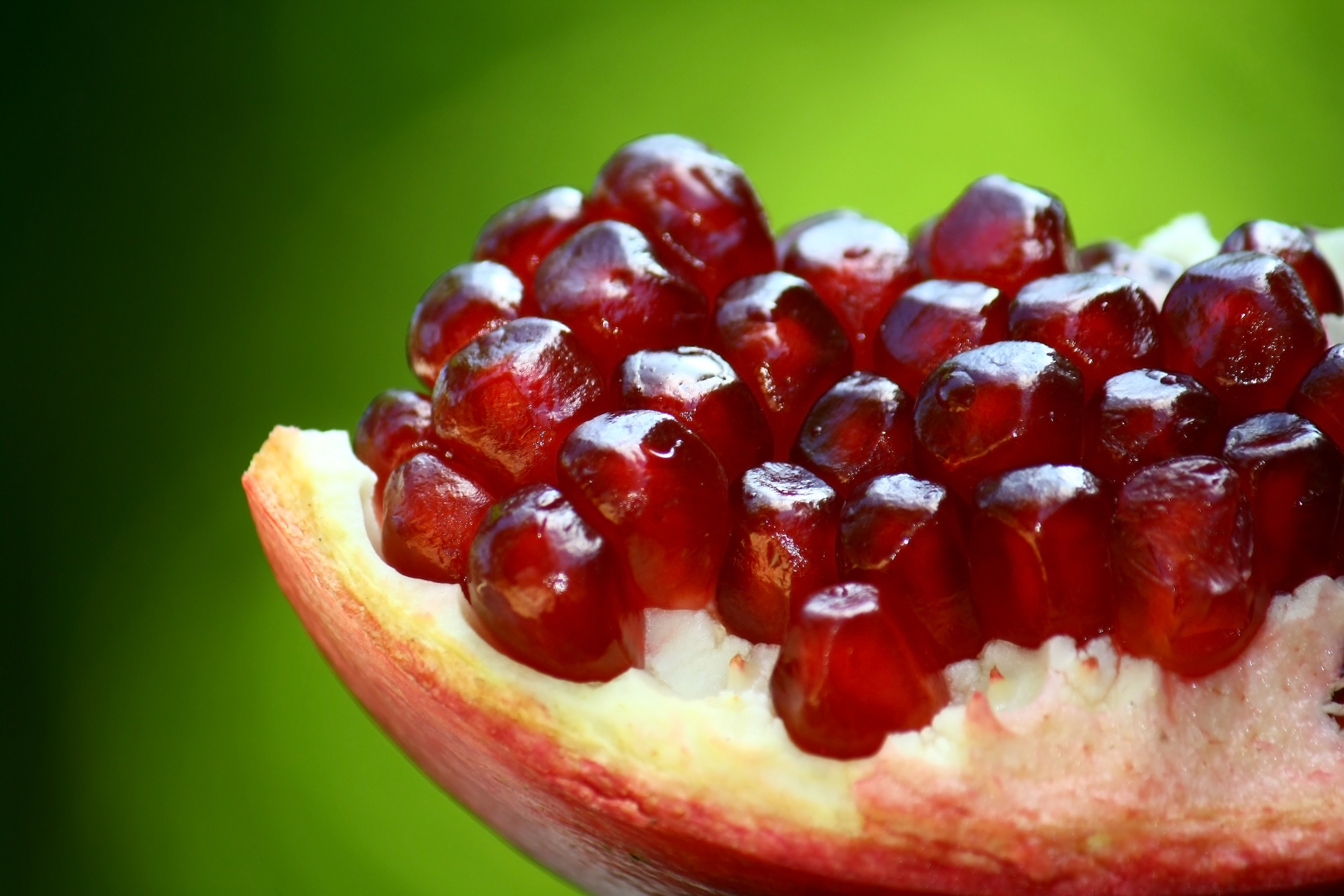
granada abierta
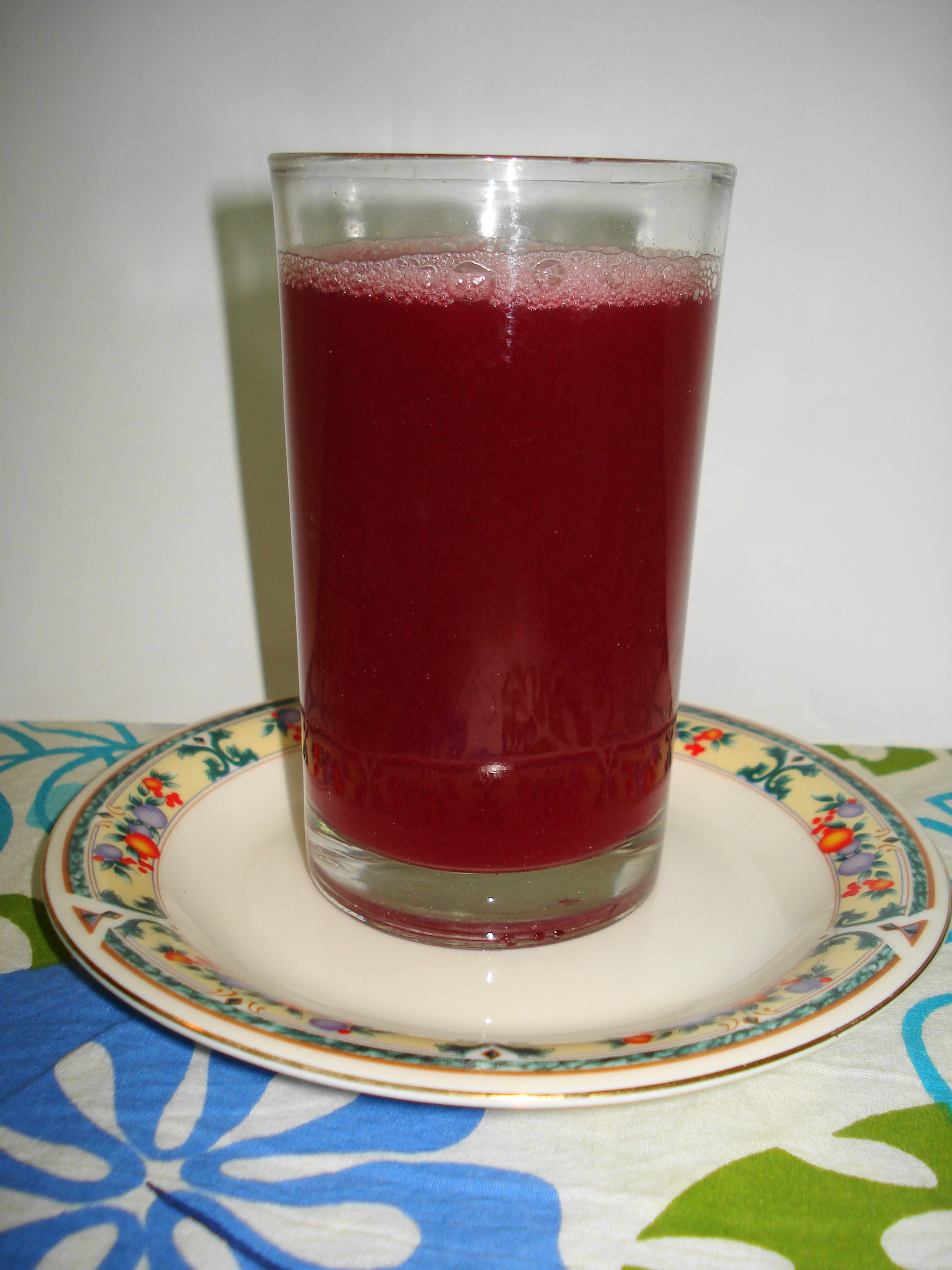
zumo de granada
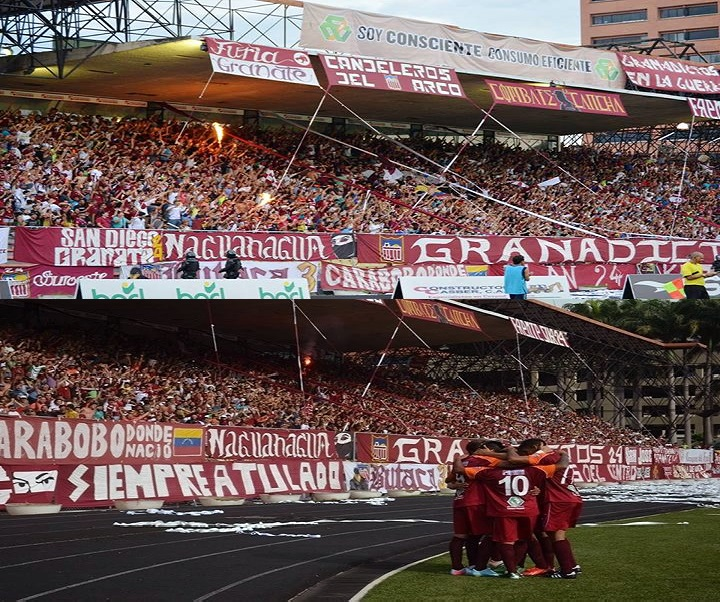
fanáticos del Carabobo de Venezuela
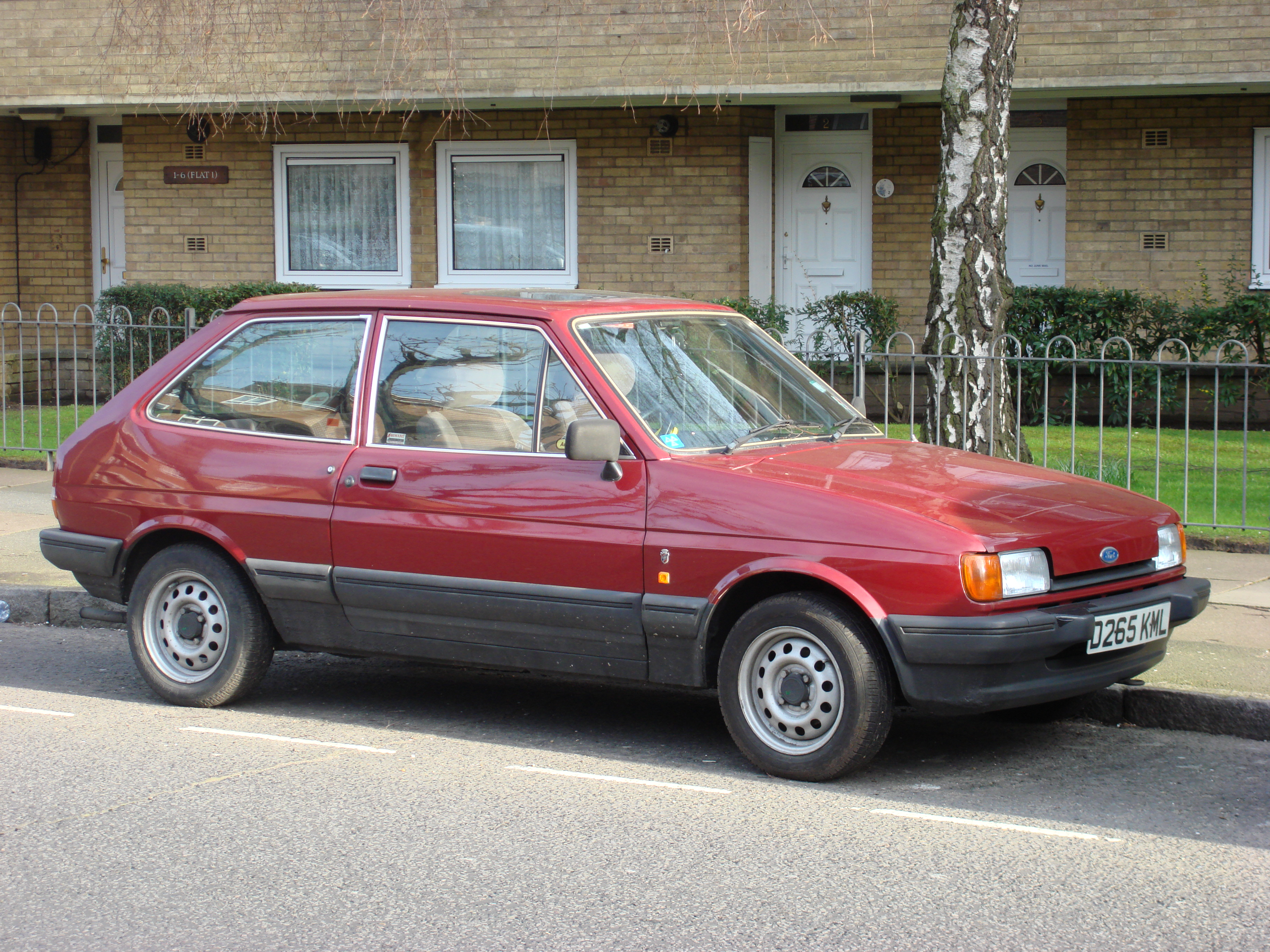
Ford Fiesta